# Сельги

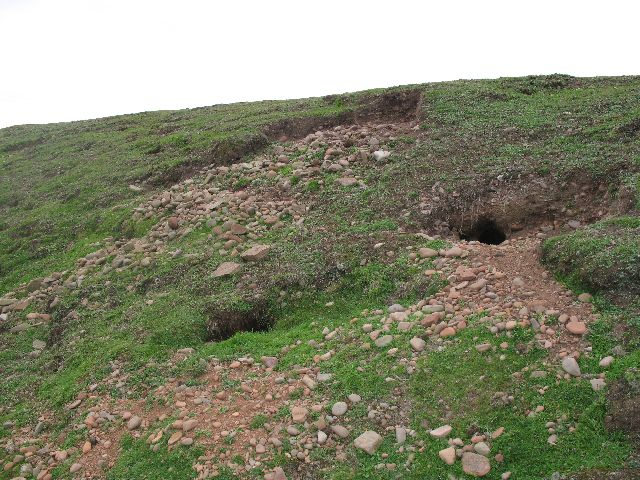
Камни из Сельги

Се́льги (от фин. Selkä — каменистая гряда) — общее название грядообразных форм ледникового рельефа (озы, моренные гряды и другие), распространённых в бассейне Балтийского моря (Финляндия, Карелия).

## Описание
Сельги могут быть образованы как кристаллическими породами, так и рыхлыми отложениями. Длина сельг варьируется от десятков метров до десятков (иногда сотен) километров, ширина — от нескольких метров до 1—3 км. Высота обычно достигает 40-50 м. Зачастую сельги, покрытые сосновыми борами, чередуются с понижениями рельефа, занятыми болотами и озёрами, создавая так называемый сельговый ландшафт.
Термином сельги часто обозначают моренные гряды, расположенные поперёк движения бывшего ледника. Также сельгами называют песчаные гряды, образовавшиеся из отложений талых ледниковых вод, текших в теле ледника (озы). Кроме того, в Карелии и соседних районах сельгами называют возвышенности, скалистые гряды, каменистые отмели в озёрах.